# Epipsilia obscura
Epipsilia obscura är en fjärilsart som beskrevs av Leo Schwingenschuss 1924. Epipsilia obscura ingår i släktet Epipsilia och familjen nattflyn. Inga underarter finns listade i Catalogue of Life.